# Delmenhorst (stacja kolejowa)
Delmenhorst – stacja kolejowa w Delmenhorst, w kraju związkowym Dolna Saksonia, w Niemczech. Według klasyfikacji Deutsche Bahn posiada kategorię 3. Znajdują się tu 2 perony.